# Chouriki Sentai Ohranger
Chouriki Sentai Ohranger (超力戦隊オーレンジャー, Chōriki Sentai Ōrenjā, vertaald als Super-Powered Squadron Ohranger), is de negentiende Sentai-serie geproduceerd door Toei. De serie werd van 1995 tot begin 1996 uitgezonden en bestond uit 48 afleveringen. De serie diende als basis voor de Amerikaanse serie Power Rangers: Zeo.
Oorspronkelijk stond de serie gepland als het twintigste jubileum. Veel schrijvers van de oudere series kwamen terug om mee te werken aan het verhaal. Echter, door een aantal gebeurtenissen in Japan van rond de tijd dat de serie werd uitgebracht (zoals de bomaanslagen in de metro) werd het thema van de serie flink veranderd ten opzichte van het originele plan. Hierdoor werd Ohranger de slechtst bekeken Sentai-serie tot dusver. Volgens fans zou de serie het Sentai-genre zelfs fataal zijn geworden, ware het niet dat de erop volgende series wel weer een succes waren.

## Verhaallijn
600.000.000 jaar geleden creëerde een oude beschaving (waarschijnlijk niet dezelfde als in Zyuranger) op het continent Pangaea de robot Bacchus Rage. Bacchus keerde zich echter tegen zijn makers. Hij werd van de Aarde verdreven door de King Ranger.
In 1999 keert Bacchus weer terug naar de Aarde als de leider van het robot keizerrijk Baranoia, met als doel de mensheid uit te roeien. Commandant Mirura van de UAOH brengt de energie genaamd Tetrahedron, gemaakt door de oude beschaving op Pangaea, weer tot leven. Hij bouwt een piramidevormige basis in de Japanse Alpen waar restanten van deze oude beschaving zijn gevonden. De piramide genereert de Tetrahedron energie waarmee vijf UAOH-officiers kunnen veranderen in de Ohrangers om Bacchus Rage en zijn leger te stoppen. Later in de serie krijgen ze onverwacht hulp van de legendarische King Ranger die de afgelopen 600 miljoen jaar in een soort schijndood heeft doorgebracht.

## Karakters

### Ohrangers
De Ohrangers zijn op de King Ranger na allemaal leden van de UAOH (United Airforce Overtech Hardware).
- Gorou Hoshino (星野吾郎, Hoshino Gorou) / OHRed (オーレッド, Ōreddo): piloot van de UAOH en teamleider. Hij gebruikt vooral karate. Hij was de eerste die zijn krachten kreeg.
- Shouhei Yokkaichi (四日市昌平, Yokkaichi Shouhei) / OHGreen (オーグリーン, Ōgurīn): Co-leider van de Ohrangers en een ervaren bokser. Hij is zeer gedisciplineerd en serieus op zijn werk, maar kalm en vrolijk tegenover kinderen.
- Yuuji Mita (三田祐司, Mita Yūji) / OHBlue (オーブルー, Ōburū): bijzonder snel in een gevecht. Expert in turnen. Zijn roekeloosheid maakt hem tot de meest kinderachtige van het team.
- Juri Nijou (二条樹里, Nijō Juri) / OHYellow (オーイエロー, Ōierō): gebruikt vooral vechtsporten die ze in Amerika geleerd heeft. Houdt ook van acrobatiek en dansen.
- Momo Maruo (丸尾桃, Maruo Momo) / OHPink (オーピンク, Ōpinku): gebruikt Chinees boksen in haar gevechten. Ze houdt van de stad, iets wat Baranoia een aantal maal tegen haar gebruikte.
- Riki (リキ, Riki) / KingRanger (キングレンジャー, Kingurenjā): de legendarische held die Bacchus Rage van de Aarde verjoeg. Hij wordt gewekt uit zijn schijndood in 1999. Hij is de beschermer van Dorin.

### Hulp
- Chief Counsellor Naoyuki Miura (三浦尚之, Miura Naoyuki): de commandant van de Ohrangers. Een sterke leider die weigert op te geven. Hij heeft veel kennis van oude beschavingen, en gebruikt die om de Ohrangers te steunen. Hij versloeg ooit een Baranoia soldaat met zijn blote handen.
- Dorin (ドリン, Dorin): een mysterieus wezen van het oude Pangaea in de vorm van een aards meisje dat beschermd wordt door Riki.
- Gunmajin (ガンマジン, Ganmajin): een oude krijger die vocht met de eer en moed. Hij zat opgesloten in de vorm van een beeldje, totdat de Ohrangers hem bevrijden. Gunmazin kan net als NinjaMan in Kakuranger tot het formaat van de Ohrangers Mecha groeien. Om hem op te roepen is een sleutel nodig en het bijbehorende magische woord.
- Ninja Sentai Kakuranger : in de team-up special "Chouriki Sentai Ohranger vs. Kakuranger" helpen zij de Ohrangers om de Youkai Onbu-Obake en de robot Beast Bara Gear te verslaan.

### Baranoia
Het Machine Keizerrijk Baranoia (マシン帝国バラノイア, Mashin Teikoku Baranoia) is een ras van robots en machines geleid door Bacchus Rage. Baranoia heeft al een reeks planeten veroverd wanneer ze hun aandacht richtten op de Aarde.
- Emperor Bacchus Wrath (皇帝バッカスフンド, Kōtei Bakkasufundo) (1-34): de leider van Baranoia. Bacchus Wrath was 600 miljoen jaar geleden gemaakt op Aarde, maar werd hiervan verdreven door de King Ranger toen hij zich tegen zijn scheppers keerde. In aflevering 34 besluit hij, door de vele mislukkingen van zijn robots, zelf de Ohrangers te verslaan. Hij komt om in het gevecht met de OhBlocker Robo.

- Empress Hysteria (皇妃ヒステリア, Kōhi Hisuteria): Bacchus’ vrouw. Ze vernietigd zichzelf uiteindelijk om haar kleinkind te redden.

- Prince Buldont (皇子ブルドント, Ōji Burudonto) (1-40)/ Kaiser Buldont (カイザーブルドント, Kaizā Burudonto) (41-48): de zoon van Bacchus-Rage. In eerste instantie is hij een robot kind. Na Bacchus’ vernietiging wordt hij vernietigd door Bomber the Great. Hij wordt echter herbouwd als een volwassen versie van zichzelf om het bevel over Baranoia over te nemen. Hij sterft in de finale in een gevecht met de Ohrangers.

- Butler Acha (執事アチャ, Shitsuji Acha) & Butler Kocha (執事コチャ, Shitsuji Kocha): dienaren van Bacchus en later Buldont. Ze keren zich uiteindelijk tegen Baranoia en vertrekken aan het eind van de serie samen met Gunmazin en het kind van Buldont & Multiwa naar Gunmazins thuisplaneet.

- Bomber the Great (ボンバー・ザ・グレート, Bonbā za Gurēto) (35-41): een verrader die al eerder probeerde Baranoia over te nemen. Na de dood van Bacchus-Rage neemt hij het bevel over en vernietigd Buldont. Wanneer Buldont onverwacht terugkeert in zijn volwassen vorm vlucht hij naar de Aarde waar hij wordt vernietigd door de Ohrangers.

- Princess Multiwa (マルチーワ姫, Maruchīwa Hime) (41-48): een vrouwelijke robot die verschijnt in aflevering 41. Ze trouwt met Kaizer Buldont en wordt later samen met hem vernietigd door de Ohrangers.

- Barlo Soldiers (バーロ兵, Bāro Hei): de soldaten van Baranoia.

- Takonpas (タコンパス, Takonpasu): octopusachtige vechtmachines, bestuurd door de Barlo Soldiers. Normaal gesproken vliegen deze machines, maar ze hebben ook de mogelijkheid om op hun tentakels te lopen.

- Baracticas (バラクティカ, Barakutika): Grote vliegende schotels die op tandwielen lijken, bestuurd door de Barlo Soldiers.

## Mecha
- 'OHRangerRobo (オーレンジャーロボ, Ōrenjā Robo): de eerste robot van de Ohrangers. Bestaat uit de “Chouriki Mobile”, de eerste vijf mecha van de UAOH. De OhrangerRobo is uniek voor een Sentai robot omdat hij meerdere “Helmen” had, een voor elk van de machines waar hij uit bestond. Elke helm geeft de OhrangerRobo een ander wapen:
  - Sky Phoenix (スカイフェニックス, Sukai Fenikkusu) (OhRed)
  - Gran Taurus (グランタウラス, Guran Taurasu) (OhGreen)
  - Dash Leon (ダッシュレオン, Dasshu Reon) (OhBlue)
  - Dogu Lander (ドグランダー, Dogu Randā) (OhYellow)
  - Moa Loader (モアローダー, Moa Rōdā) (OhPink)

- Red Puncher (レッドパンチャー, Reddo Panchā): een enorme boksende robot. Hij werd in eerste instantie niet gebruikt vanwege een mislukte test waarbij de robot zijn piloot vermoordde. Red Puncher is de privé-robot van OhRed.

- Buster OHRangerRobo (バスターオーレンジャーロボ, Basutā Ōrenjā Robo): de combinatie van de “OhrangerRobo” en de “Red Puncher”. Beschikt over enorme schouderkanonnen. Zijn aanval is de Big Cannon Burst (ビッグキャノンバースト, Biggu Kyanon Bāsuto).

- King Pyramider (キングピラミッダー, Kingu Piramiddā): de piramide-vormige robot van de King Ranger. De Piramide heeft twee transformatie opties:
  - Carrier Formation (キャリアフォーメーション, Kyaria Fōmēshon): hierin dient hij als transport voor de Chouriki Mobile en Red Puncher
  - Battle Formation (バトルフォーメーション, Batoru Fōmēshon): hierin combineert King Pyramider met de Chouriki Mobile en de Red Puncher om een extra sterke robot te vormen.

- OHBlocker (オーブロッカー, Ō Burokkā): bestaat uit de tweede set van vijf mecha gemaakt door de UAOH, genaamd de Blocker Robos (ブロッカーロボ, Burokkā Robo). Elk van de losse Blocker bezit dezelfde wapens als zijn Ohranger piloot. De OhBlocker vecht met twee zwaarden waarmee hij de Twin Blocken Crash (ツインブロッケンクラッシュ, Tsuin Burokken Kurasshu) uitvoert.
  - Red Blocker (レッドブロッカー, Reddo Burokkā)
  - Green Blocker (グリーンブロッカー, Gurīn Burokkā)
  - Blue Blocker (ブルーブロッカー, Burū Burokkā)
  - Yellow Blocker (イエローブロッカー, Ierō Burokkā)
  - Pink Blocker (ピンクブロッカー, Pinku Burokkā)

- Tackle Boy (タックルボーイ, Takkuru Bōi): een wat kleinere robot die kan veranderen in een enorm wiel. In deze vorm dient hij als extra wapen voor de OhBlocker.

## Trivia
- Bomber the Great lijkt een replica van Silva uit Choudenshi Bioman.
- Ohranger is de eerste Sentai serie met een team-up special sinds "Goranger VS J.A.K.Q".
- Ohranger is de eerste Sentai serie die zich niet afspeelt in het jaar waarin hij werd uitgezonden.

## Afleveringen
1. Invasion!! 1999 (襲来!! 1999 Shūrai!! Senkyūhyakukyūjūkyū)
2. Assemble!! The Super-Powered Squadron (集結!! 超力戦隊 Shūketsu!! Chōriki Sentai)
3. Crisis!! The Secret of Super-Power (危機!! 超力の秘密 Kiki!! Chōriki no Himitsu)
4. Grotesque!! Iron Man Papa (怪奇!! 鉄人パパ Kaiki!! Tetsujin Papa)
5. Violent Love!! The Brothers of Flame (激愛!! 炎の兄弟 Geki Ai!! Honō no Kyōdai)
6. The Formidable Enemy, Brain Machine (強敵 頭脳マシン Kyōteki Zunō Mashin)
7. Complete!! The Super-Powered Robo (完成!! 超力ロボ Kansei!! Chōriki Robo)
8. Crash!! A Super Giant Battle (激突!! 超巨大戦 Gekitotsu!! Chō Kyodai Sen)
9. Suddenly!! A Traitor (突然!! 裏切り者 Totsuzen!! Uragirimono)
10. He's Here!! It's a Thief (参上!! 泥棒だヨン Sanjō!! Dorobō Dayon)
11. Submission!! The Refrigerator of Love (服従!! 愛の冷蔵庫 Fukujū!! Ai no Reizōko)
12. Explosion!! A Baby (爆発!! 赤ちゃん Bakuhatsu!! Akachan)
13. Illusions!! The Dog of the Gods (幻想!! 神様の犬 Gensō!! Kamisama no Inu)
14. I Love Pinocchio (大好きピノキオ Daisuki Pinokio)
15. O Friend!! Sleep Hotly!! (友よ!! 熱く眠れ!! Tomo yo!! Atsuku Nemure!!)
16. Naughty!! The Future Child (腕白!! 未来っ子 Wanpaku!! Miraikko)
17. Plunder!! The Transformation Brace (強奪!! 変身ブレス Gōdatsu!! Henshin Buresu)
18. Dad's Unusual Love (父の異常な愛情 Chichi no Ijō na Aijō)
19. The New Robo's Red Impact (新ロボ赤い衝撃 Shin Robo Akai Shōgeki)
20. Iron Fist 100 Bursts (鉄拳100連発 Tekken Hyaku Renpatsu)
21. The Storm-Calling Cup-and-Ball (嵐を呼ぶケン玉 Arashi o Yobu Kendama)
22. The (Classified) Fusion Order!! (合体(秘)(マルヒ)指令!! Gattai (Maruhi) Shirei!!)
23. The Final Swimsuit... (最後の水着… Saigo no Mizugi...)
24. The Laughing Nostalgic Man!! (笑う懐かし男!! Warau Natsukashi Otoko!!)
25. The Festival One-Shot Contest (お祭り一発勝負 O-matsuri Ippatsushōbu)
26. The 600-Million-Year-Old Boy Warrior (6億歳少年戦士 Rokuoku-sai Shōnen Senshi)
27. King's Gallant Entrance (キング颯爽登場 Kingu Sassō Tōjō)
28. Behold! The Miracle Fortress (見よ奇跡の要塞 Mi yo! Kiseki no Yōsai)
29. Dance! The Invasion Cram School!! (踊る! 侵略塾!! Odoru! Shinryaku-juku!!)
30. The Earth is Snoring. (地球がグースカ Chikyū ga Gūsuka)
31. Home Delivery Diet (宅配ダイエット Takuhai Daietto)
32. The School's Scary Nightmare (学校の怖い悪夢 Gakkō no Kowai Akumu)
33. The Five Robos' Great Riot (5大ロボ大暴れ Godai Robo Dai Abare)
34. The Emperor's Final Challenge (皇帝最後の挑戦 Kōtei Saigo no Chōsen)
35. The Radical Bomb Guy (過激な爆弾野郎 Kageki na Bakudan Yarō)
36. A Direct Hit With Flatulence!! (オナラに直撃!! Onara ni Chokugeki!!)
37. I am Gunmajin (拙者ガンマジン Sessha Ganmajin)
38. It's Tough Being a Majin! (魔神はつらいよ Majin wa Tsurai yo)
39. The Prince Dies in a Duel (皇子決闘に死す Ōji Kettō ni Shisu)
40. Arrival! The Mysterious Princess! (出現! 謎の姫! Shutsugen! Nazo no Hime!)
41. The Dangerous Couple!! (危険なふたり!! Kiken na Futari!!)
42. The Squadron's Public Execution!! (戦隊公開処刑!! Sentai Kōkai Shikei!!)
43. The Trump Card is Seven Changes (切り札は七変化 Kirifuda wa Shichi Henka)
44. The Strongest Beauty on Earth (地上最強の美女 Chijō Saikyō no Bijo)
45. Destruction!! The Super-Powered Base (壊滅!! 超力基地 Kaimetsu!! Chōriki Kichi)
46. Earth's Final Day!! (地球最期の日!! Chikyū Saigo no Hi!!)
47. Stand, Shine, Revive!! (立て輝け蘇れ!! Tate Kagayake Yomigaere!!)
48. The Heroes of Love (愛の勇者たち Ai no Yūshatachi)

### Specials
- Chouriki Sentai OHranger the Movie
- Chouriki Sentai OHranger: The Group Members' Notebook
- Chouriki Sentai OHranger vs. Kakuranger
- Gekisou Sentai Carranger vs. OHranger